# Sinibotia superciliaris
Sinibotia superciliaris är en fiskart som först beskrevs av Günther 1892.  Sinibotia superciliaris ingår i släktet Sinibotia och familjen nissögefiskar. IUCN kategoriserar arten globalt som otillräckligt studerad. Inga underarter finns listade i Catalogue of Life.